# جورج بارگر
جورج بارگر (انگلیسی: George Barger؛ ۴ آوریل ۱۸۷۸ – ۶ ژانویهٔ ۱۹۳۹) یک شیمی‌دان اهل بریتانیا بود. 